# John Jackson (1769–1845)
John Jackson (ur. 25 września 1769 w Londynie, zm. 7 października 1845 tamże) – angielski bokser z okresu walk na gołe pięści.
Do 1788 uprawiał boks amatorsko. Po zwycięstwie nad Williamem Futrellem i porażce w pojedynku z George'em Inglestonem, w czasie którego złamał nogę, w 1789 ogłosił zakończenie kariery. Po kilku latach powrócił aby 15 kwietnia 1795 w Hornchurch stoczyć pojedynek o tytuł mistrza Anglii wagi ciężkiej z Danielem Mendozą. Po trwającej dziesięć i pół minuty walce zwyciężył w dziewiątej rundzie i został mistrzem. Już w następnym roku zrezygnował z tytułu kończąc występy w ringu.
Po zakończeniu kariery otworzył w Londynie szkołę boksu popularną wśród wyższych sfer. Jednym z uczęszczających do niej był Lord Byron.
W roku 1992 został przyjęty do Międzynarodowej Bokserskiej Galerii Sław.